# Glenea pseudinterrupta
Glenea pseudinterrupta là một loài bọ cánh cứng trong họ Cerambycidae.